# Llebre de Yarkand
Lepus yarkandensis és una espècie de llebre de la família Leporidae que viu a la Xina.
Està amenaçada d'extinció per la pèrdua del seu hàbitat natural.